# Neus Ballús
Neus Ballús Montserrat (Mollet del Vallés, 20 de febrero de 1980) es una directora y guionista de cine y productora audiovisual española.

## Biografía
Hija de familia obrera es la primera mujer de su familia con estudios universitarios. Se licenció en Comunicación Audiovisual y realizó un máster en Documental de Creación en la Universidad Pompeu Fabra. Tiene experiencia como realizadora y montadora de documentales. Ha sido editora y presentadora de los informativos de 8tv y City TV.
Empezó a mirar a su alrededor, a filmar a su abuelo, su barrio y a desarrollar sus propias inquietudes.
En 2011 fue seleccionada para participar en el Talent Campus de la Berlinale. Es cofundadora, con Pau Subirós, de la productora El Kinograf. Su primer largometraje fue La plaga, estrenado el 2013.    
En mayo de 2018, acabó el rodaje de su primer filme de ficción Staff Only. La película se rodó durante seis semanas en Senegal con la producción asociada de Televisió de Catalunya. Staff Only se rodó en Senegal y se estrenó en la Berlinale, en la sección Panorama, y profundiza en las relaciones y diferencias sociales.
El 2021 estrenó Seis días corrientes  en el Festival Internacional de cine de Locarno. La película, que reivindica la clase obrera y está rodada durante un proceso que ha durado seis años. En 2022 logró tres Premios Gaudí.
La idea surgió porque la pareja de su madre es fontanero. "Siempre he escuchado en casa historias de lo que le ocurría cada vez que entraba en casa de alguien y me daba la sensación de que era una profesión privilegiada, igual que la del cine o el periodismo , en el sentido de que te da acceso a una variedad de seres, historias y personas muy amplia y diversa" reivindica Ballús.
En 2023 estrena el corto documental Blow! (guion y dirección) sobre un equipo que estudia a las ballenas y pretende grabar el sonido de los cetáceos.

## Filmografía
- Immersió (2009) cortometraje[10]
- La plaga (2013)
- Amb títol  (2015)[11]
- El viaje de Marta (2019)[12][13]
- Seis días corrientes (2020)[14]
- Blow! (2023) cortometraje

## Premios
- 2013: Premio María a la mejor película en el Festival de Cine de Cali (Colombia) por La plaga
- 2014: Premio Ópera Prima del Colegio de Directores y Directoras de Cine de Cataluña[15]
- 2014: Premios Gaudí:[16]
  - Mejor película Neus Ballús
  - Mejor dirección Neus Ballús
  - Mejor guion Neus Ballús y Pau Subirós
  - Mejor montaje,  Neus Ballús y Domi Parra
- 2021: Premio Espiga de Plata en la (Seminci) Semana Internacional de Cine de Valladolid, en su 66 edición por la película Seis días corrientes.
- 2022: Premios Gaudí:[17]
  - Mejor dirección por la película Sis dies corrents
  - Mejor película por  Sis dies corrents
  - Mejor montaje por Sis dies corrents
- 2023: FICX61 Mejor cortometraje por Blow![18]

### Nominaciones
- 2013: Mejor película debut en el Festival Internacional de Cine de Berlín por La plaga
- 2013: European Discovery en el European Film Awards por La plaga. [19]
- 2013: Premio Lux del Parlamento Europeo a las películas con especial relevancia social, por La plaga
- 2014: Mejor director novel los Premios Goya, para Neus Ballús[20]